# 马如龙 (围棋棋手)
马如龙（1994年9月2日—），湖南郴州人，中国职业围棋棋手。他2006年入段，2015年升为三段。
马如龙曾进入第一届百灵杯本赛，首轮不敌韩国李世石九段。2014年起在杭州围棋学校任教。